# Висока скрипка
Високата скрипка или терзулка, тързулка (на латински: Smilax excelsa), е вид бодлива лиана от клас Едносемеделни, разред Лилиецветни, семейство Скрипкови.

## Разпространение
Обитава крайречни влажни гори и храсталаци, от морското равнище до 1000 m н. в.

## Ботаническо описание
Скрипката е лиана с дълго 2-30 m катерливо, бодливо стебло. Листата са
последователни, дълги до 6-8,5 cm, с ширина 4-6 cm, със сърцевидно яйцевидна или
широко яйцевидна форма, кожести, лъскави. Имат мустачета, прикрепени в основата на
листните дръжки. Цветовете са еднополови. Растението е двудомно. Мъжките
цветове са с околоцветник от 6 зеленикави листчета и 6 тичинки. Женските
цветове са с 6-листен околоцветник и 3 приседнали близалца. Плодът представлява кълбеста
червена ягода, с диаметър до 1 cm. Семената са кълбесто елипсовидни,
кафяви. Цъфти от април до май.
Няма природозащитен статут. Използва се за лечебни цели.

## Галерия
| Общ вид | Плодове | Стебло | Гъсталак от скрипка по поречието на Тунджа | Гъсталак от скрипка по поречието на Тунджа |